# 제임스 퍼치
제임스 로버트 퍼치(James Robert Perch, 1985년 9월 28일 ~ )는 잉글랜드의 축구 선수로, 현재 EFL 리그 투의 맨스필드 타운에서 수비수로 뛰고 있다.
좌, 우, 중앙 모든 위치에서 수비수를 소화 할 수 있고, 수비형 미드필더까지 소화 할 수 있는 멀티플레이어다.